# Lobetans
Les Lobetans (en latin Lobetani et en grec ancien Λωβητανοί (Lobetanoi)) sont un peuple de la période ibérique, composé de bergers et d'agriculteurs, qui auraient pu fusionner avec les Turboletae (es). Ils sont localisés dans le sud-ouest de la province de Teruel.

## Histoire
Ils ne sont cités que par Claude Ptolémée. 

## Localisation
Ils se situent principalement dans la sierra de Albarracín. Ils sont voisins des Edetans à l'est, des Bastetans (es) au sud et des Celtibères au nord. Leur capitale, Lobetum, est identifiée avec la commune d'Albarracín, bien qu'il n'existe actuellement aucun argument archéologique valable pour le prouver.